# Vasilios Spanoulis

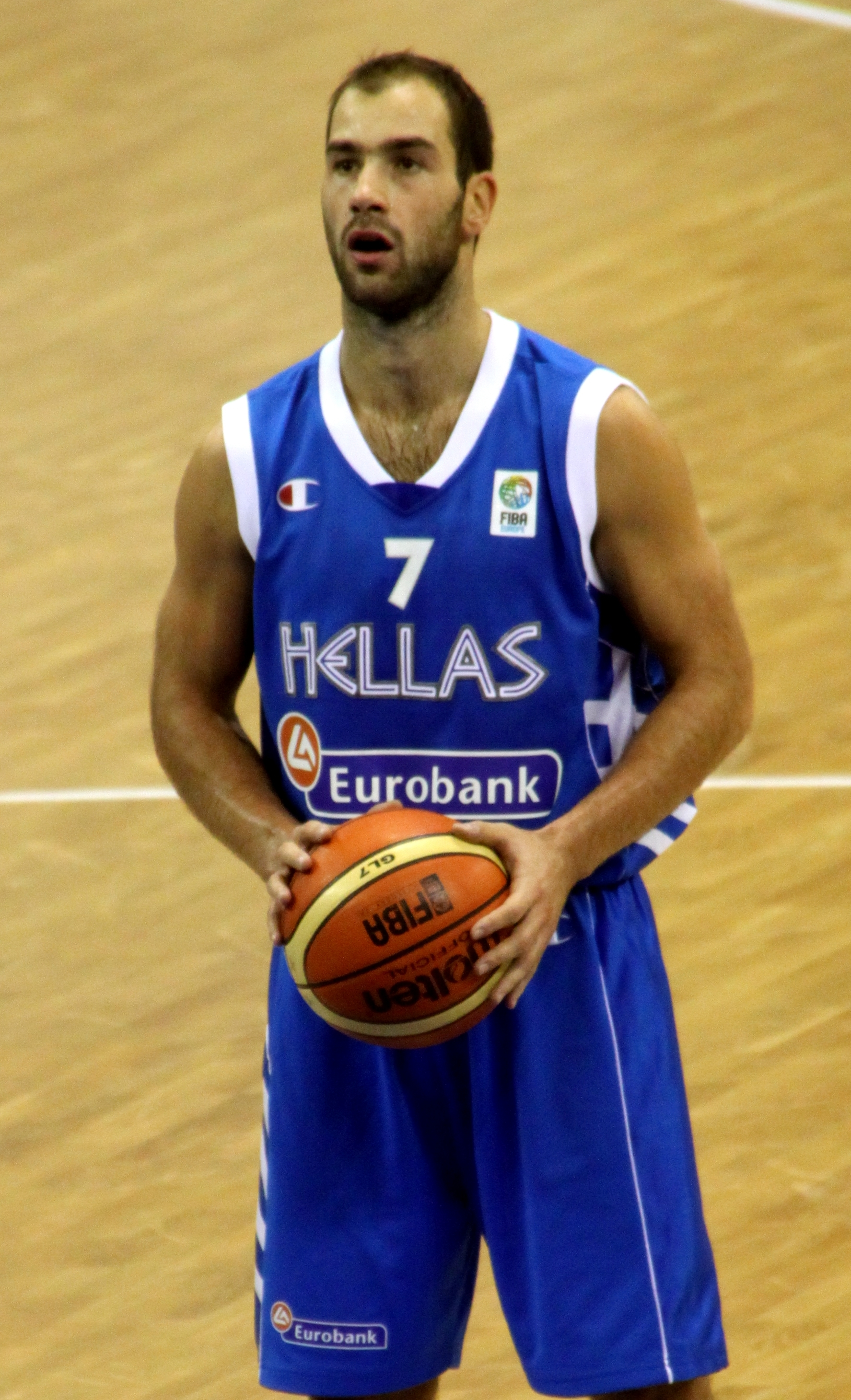

Vasilios „Billy“ Spanoulis (griechisch Βασίλης Σπανούλης, * 7. August 1982 in Larisa, Griechenland) ist ein griechischer Basketballtrainer und ehemaliger -spieler. Er ist der erfolgreichste Passgeber in der Euroleague und in der griechischen Basket League. Er stand zeitweise ebenfalls an der Spitze der ewigen EuroLeague-Korbjägerliste.

## Karriere

### Spieler
|         |        |               |  |  |
| Saison  | Punkte | Team          |  |  |
| 2001/02 | 083    | GS Marousi    |  |  |
| 2002/03 | 299    | GS Marousi    |  |  |
| 2003/04 | 367    | GS Marousi    |  |  |
| 2004/05 | 558    | GS Marousi    |  |  |
| 2005/06 | 374    | Panathinaikos |  |  |
| 2006/07 | 0-     | Rockets       |  |  |
| 2007/08 | 436    | Panathinaikos |  |  |
| 2008/09 | 305    | Panathinaikos |  |  |
| 2009/10 | 312    | Panathinaikos |  |  |
| 2010/11 | 318    | Olympiakos    |  |  |
| 2011/12 | 362    | Olympiakos    |  |  |
| 2012/13 | 376    | Olympiakos    |  |  |
| 2013/14 | 273    | Olympiakos    |  |  |
| 2014/15 | 386    | Olympiakos    |  |  |
| 2015/16 | 381    | Olympiakos    |  |  |
| 2016/17 | 211    | Olympiakos    |  |  |
| 2017/18 | 303    | Olympiakos    |  |  |
| 2018/19 | 143    | Olympiakos    |  |  |

Vasilios Spanoulis begann seine Karriere 1994 im Basketballklub seiner Heimatstadt Larisa, wo er für sieben Jahre für den dort ansässigen GS Larisa spielte. Lediglich in der Saison 1998/99 spielte er für den Stadtrivalen Keravnos Larisas. 2001 wechselte der Point Guard in die griechische Profiliga zu Marousi Athen. Im Sommer 2005 wechselte der griechische Nationalspieler zum griechischen Rekordmeister Panathinaikos Athen, wo er gleich in seiner ersten Saison die Meisterschaft und den Pokal gewann. Mit Panathinaikos debütierte Spanoulis auch erstmals in der Euroleague und zog dort die Aufmerksamkeit der Houston Rockets auf sich, die 2006 ihre Rechte am Spieler in Anspruch nahmen und ihn verpflichteten. Spanoulis, der von Houston beim NBA-Draftverfahren im Jahr 2004 an 50. Stelle ausgewählt wurde, erhielt einen Dreijahresvertrag, das ihm ein Gehalt von insgesamt sechs Millionen Euro zusicherte.
Nachdem seine Rookie-Saison (2006/07) jedoch enttäuschend verlief (Spanoulis spielte lediglich in 31 Partien und verzeichnete nur 2,7 Punkte und 0,9 Assists pro Spiel), bat er seinen Verein um eine vorzeitige Vertragsauflösung. Für seinen Wunsch, nicht mehr für die Rockets und in der NBA spielen zu wollen, gab Spanoulis familiäre Gründe an. Am 12. Juli 2007 wurde Spanoulis von den Texanern (zusammen mit einem Draft-Zweitrunden-Auswahlrecht für 2009) an die San Antonio Spurs abgegeben. Im Gegenzug erhielt Houston dafür Jackie Butler und die Draftrechte an Luis Scola. Am 19. August 2007 gab Spanoulis bekannt, dass er zurück in die griechische Liga zu Panathinaikos Athen wechselt, wo er einen Dreijahresvertrag mit einem Gehalt von insgesamt fünf Millionen Euro erhielt.
Im Sommer 2010 gab Spanoulis seinen Wechsel zum Erzrivalen Olympiakos Piräus bekannt. Dort wurde er in seiner ersten Saison griechischer Pokalsieger und Vizemeister. Nachdem Thodoris Papaloukas den Verein verlassen hatte, wurde Spanoulis Piräus’ bestimmender Spieler und führte Olympiakos unter der Regie von Trainer Dušan Ivković in der Saison 2011/12 zur griechischen Meisterschaft und zum Gewinn der Euroleague. Spanoulis selbst wurde zum Final MVP und ins All Euroleague First Team gewählt. Damit beendete Olympiakos die große Zeit von Panathinaikos, das zuvor neunmal in Folge den griechischen Meister stellte. Zwar gelang es in der Saison 2012/13 nicht, die griechische Meisterschaft zu verteidigen, mit dem erneuten Gewinn der EuroLeague, bestätigte Olympiakos aber den Anspruch, zu den besten Mannschaften Europas zu zählen.
Die Euroleague verlieh ihm im April 2022 als insgesamt achten Spieler die Auszeichnung „Basketballlegende“.

### Trainer
Spanoulis betreute beim Nachwuchsturnier der Euroleague im Jahr 2022 eine Auswahlmannschaft mit europäischen Spielern im U18-Alter. Im Juni 2022 stellte der griechische Erstligist GS Peristeri Spanoulis als neuen Cheftrainer vor. Anfang Oktober 2023 wurde er griechischer Nationaltrainer, sein Traineramt bei Peristeri behielt er. 2023 und 2024 erreichte er mit Peristeri in der griechischen Meisterschaft jeweils den dritten Platz, stand 2023 im Endspiel des griechischen Pokalwettbewerbs sowie 2024 in der Champions League im Halbfinale.
Ende November 2024 trat Spanoulis das Traineramt bei AS Monaco an. Im Mai 2025 führte er Monaco erstmals ins Endspiel der Euroleague. Dieses verlor man gegen Fenerbahçe Istanbul. Auch in der französischen Meisterschaft wurde er 2025 mit Monaco Zweiter.

## Nationalmannschaft

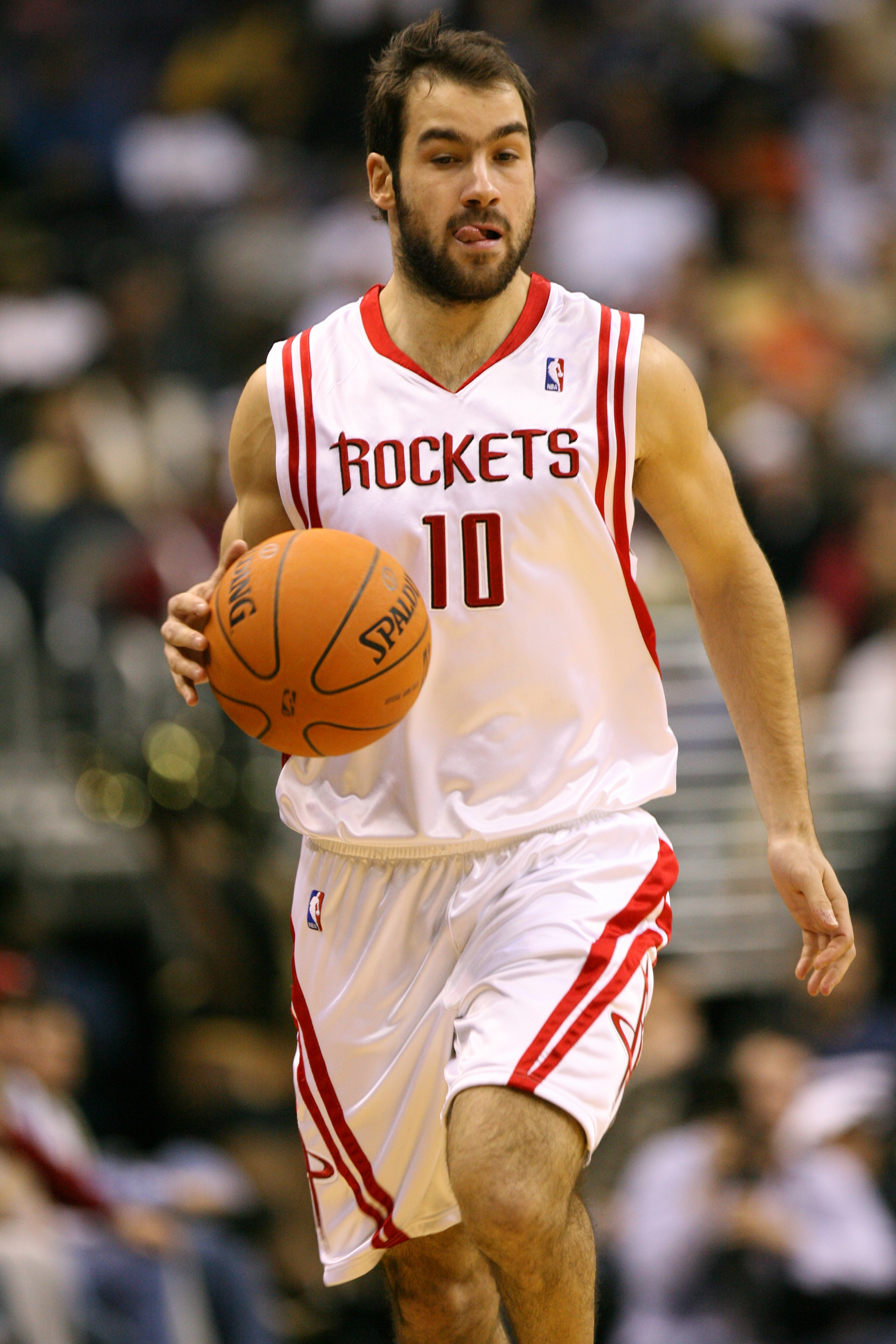
Spanoulis im Dress der Houston Rockets

Spanoulis spielte in unterschiedlichen Altersklassen für die griechischen Junioren-Nationalmannschaften und gewann mit diesen eine Reihe von Auszeichnungen. Seinen Einstand in der Herren-Nationalmannschaft gab Spanoulis am 3. September 2001 bei einem Spiel gegen die Nationalmannschaft Serbiens. Bei der Partie, die Griechenland mit 79:67 gewann, erzielte Spanoulis 10 Punkte. Zu seinen größten Erfolgen zählt der Gewinn der Europameisterschaft 2005. Bei der Basketball-Weltmeisterschaft 2006 erreichte Spanoulis mit Griechenland das Endspiel, das verloren wurde, womit man die Silbermedaille erhielt. Bei der Europameisterschaft 2009 gewann er mit dem dritten Platz die dritte Medaille seiner Nationalmannschaftskarriere.

## Rekorde
Als am 20. Oktober 2016, dem zweiten Hauptrundenspieltag der Euroleague, Olympiakos Anadolu Efes mit 90:66 Punkten bezwang, durchbrach Spanoulis als erst zweiter Spieler in der Geschichte der Euroleague die 3000-Punkte-Marke. Einen weiteren Meilenstein erreichte er am 27. Oktober 2016, beim 95:90-Auswärtssieg über Baskonia Vitoria-Gasteiz. Mit einem Double-double bestehend aus 15 Punkten und 15 Assists kam Spanoulis in seiner Karriere auf nun insgesamt 980 gegebene Assists in der Euroleague. Damit schob er sich an seinem Landsmann Thodoris Papaloukas vorbei, der fortan mit 977 Vorlagen nun dritter Stelle rangierte. In der heimischen Basket League durchbrach der Guard die 4900-Punkte-Marke am zehnten Spieltag der Saison 2016/17. Beim 83:58-Erfolg über die Rethymno Cretan Kings erwarf sich Spanoulis seinen insgesamt 4902. Punkt. Damit stand er in der Bestenliste der Basket League, die statistische Werte ab 1992 berücksichtigt, auf dem dritten Rang. Vor ihm lagen zu diesem Zeitpunkt nur die Spieler Angelos Koronios und Nikos Chatzis. Letzterer führte diese Kategorie mit 5200 Punkten an. Diesen Rekord stellte Spanoulis am 23. Spieltag der Saison 2017/18 ein als er beim 79:73-Auswärtserfolg von Olympiakos gegen Panionios mit 13 Zählern seine Gesamtpunktzahl auf insgesamt 5205 aufaddierte. Damit stellte Spanoulis eine neue Basket-League-Bestmarke auf. Den Rekord für die meist gegebenen Assists brach Spanoulis am 6. Januar 2019, dem zwölften Spieltag der Saison 2018/19. Zum 101:75-Erfolg gegen den AEK Athen steuerte Spanoulis 14 Punkte und 4 Assists bei, damit erreichte er 2145 gegebene Assists und löste Dimitris Diamantidis als bisher erfolgreichsten Passgeber ab, der in seiner Karriere auf 2144 kam.
Zum Zeitpunkt seines Laufbahnendes hielt Spanoulis in der Euroleague sechs Bestmarken, darunter die meisten erzielten Punkte (4445) und Korbvorlagen 1607. Sein Punktwert wurde im März 2024 vom US-Amerikaner Mike James überboten.

## Erfolge
- Griechischer Meister: 2006, 2008, 2009, 2010, 2012, 2015, 2016
- Griechischer Pokalsieger: 2006, 2008, 2009, 2011
- EuroLeague: 2009, 2012, 2013
- Intercontinental Cup: 2013
- Europameister: 2005
- Bronzemedaille bei der Europameisterschaft: 2009
- Stanković Cup: 2006
- Vize-Weltmeister: 2006
- U20-Europameister: 2002
- Bronzemedaille bei der U18-Europameisterschaft: 2000
- Silbermedaille bei den Mittelmeermeisterschaften: 2001

## Auszeichnungen

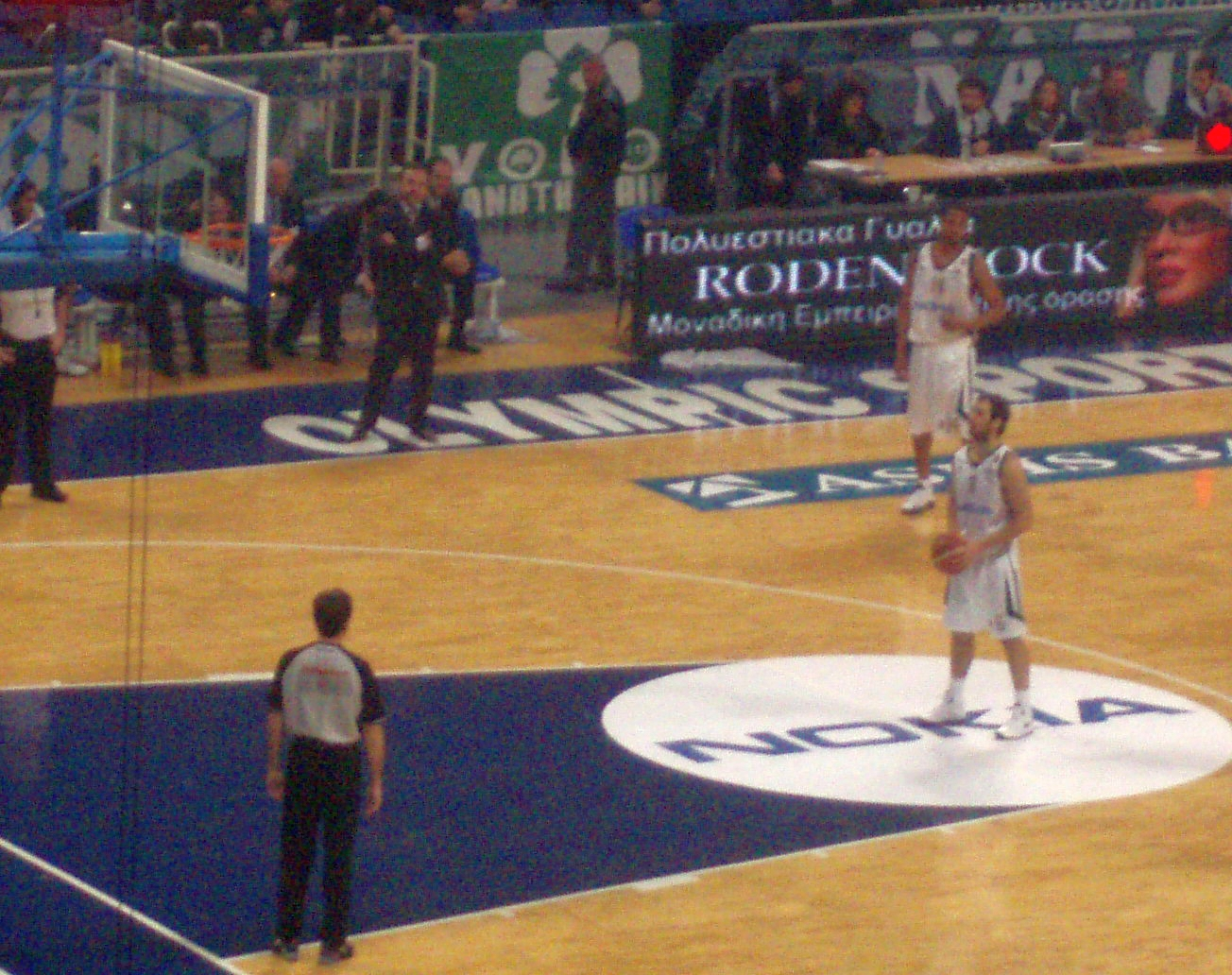
Spanoulis bei einem Freiwurf

- Europameisterschaft All-Tournament-Team: 2009
- MVP des EuroLeague Final Four: 2009, 2012, 2013
- MVP der griechischen Basketballliga: 2005, 2006, 2009, 2012, 2016
- Final-MVP der griechischen Basketballliga: 2006, 2008, 2015, 2016
- MVP des Akropolis-Turniers: 2007, 2009
- MVP der EuroLeague Saison 2012/2013
- All Euroleague First Team: 2012, 2013, 2015
- All-Euroleague Second Team: 2006, 2009, 2011, 2014
- ESAKE: First Team der Meisterschaft (Griechenland): 2005, 2006, 2008, 2009, 2011, 2012, 2013, 2015, 2016, 2017
- Balkan-Sportler des Jahres: 2009
- Teilnahmen am griechischen All-Star Game: 2005, 2006, 2008, 2009, 2010, 2011, 2013, 2014, 2018
- Teilnahmen an Europameisterschaften: 2005, 2007, 2009, 2013, 2015
- Teilnahme an Weltmeisterschaften: 2006, 2010
- Teilnahme an Olympischen Spielen: 2004, 2008
- Teilnahme an den U20-Europameisterschaften: 2002
- Teilnahme an den U18-Europameisterschaften: 2000